# Ла-Оліва
Ла-Оліва (ісп. La Oliva) — муніципалітет в Іспанії, у складі автономної спільноти Канарські острови, у провінції Лас-Пальмас, на острові Фуертевентура. Населення — 22 351 особа (2010).
Муніципалітет розташований на відстані близько 1610 км на південний захід від Мадрида, 160 км на схід від міста Лас-Пальмас-де-Гран-Канарія.
На території муніципалітету розташовані такі населені пункти: (дані про населення за 2010 рік)
- Кальдерета: 129 осіб
- Корралехо: 14425 осіб
- Ель-Котільйо: 1140 осіб
- Лахарес: 1622 особи
- Ла-Оліва: 1362 особи
- Ель-Роке: 228 осіб
- Тіндая: 607 осіб
- Вальєброн: 114 осіб
- Вільяверде: 1637 осіб
- Ісла-де-Лобос: 3 особи
- Маханічо: 29 осіб
- Парке-Оландес: 1055 осіб

## Демографія
Динаміка населення (INE ):

## Галерея зображень

Розташування муніципалітету на острові Фуертевентура
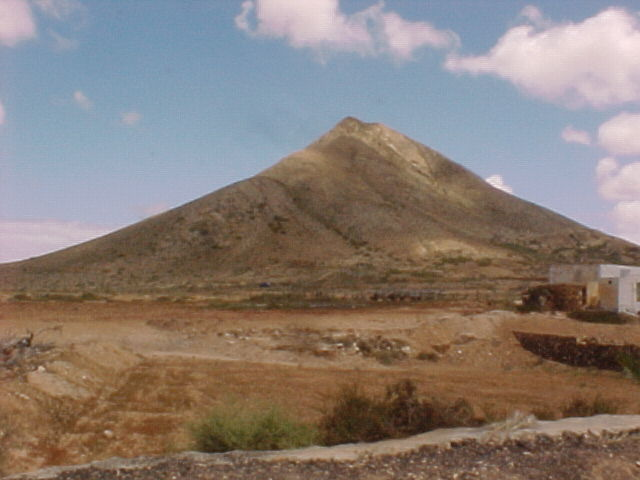
Гора Тіндая